# 839 Valborg
839 Valborg је астероид главног астероидног појаса са пречником од приближно 20,39 .
Афел астероида је на удаљености од 3,015 астрономских јединица (АЈ) од Сунца, а перихел на 2,210 АЈ. 
Ексцентрицитет орбите износи 0,154, инклинација (нагиб) орбите у односу на раван еклиптике 12,612 степени, а орбитални период износи 1542,874 дана (4,224 године). 
Апсолутна магнитуда астероида је 10,20 а геометријски албедо 0,353.
Астероид је откривен 24. септембра 1916. године.